# 稲荷神社 (蓮田市根金)
稲荷神社（いなりじんじゃ）は、埼玉県蓮田市の神社。

## 歴史
創建年代は不明である。ただ根金新田村が成立したのが1698年（元禄11年）であること、別当寺の「法性院」の開山の真智が1700年（元禄13年）の寂であることから、その頃に創建されたものと推測される。元々は開拓者の「九十郎」が創建した屋敷神で、九十郎の子孫である内村家が管理していたが、後に村人の信仰を集め、村の鎮守になったという。法性院は武蔵国足立郡別所村（現・埼玉県北足立郡伊奈町）の法光寺を本寺とする真言宗の寺院であったが、明治初期の神仏分離により、廃寺に追い込まれた。ちなみに九十郎は別所村の出身である。
1876年（明治9年）、近代社格制度に基づく「村社」に列せられた。
また、境内には芥川龍之介が起草した一文の肉筆を刻んだ石碑がある。全国各地に所在する芥川の石碑の中でも最古のものとされ、「自撰自筆の碑」となると唯一と言われている。

## 交通アクセス
- 蓮田駅西口から朝日バス根金停留所下車。停留所より徒歩5分。